# Monastère de Voljavča
Le monastère de Voljavča (en serbe : Манастир Вољавча et Manastir Voljavča) est un monastère orthodoxe serbe situé sur le territoire de la municipalité de Stragari, près de Kragujevac, dans l'éparchie de Šumadija. Il est inscrit sur la liste des monuments culturels de grande importance de la république de Serbie (identifiant no SK 143).
Encore aujourd'hui, le monastère abrite une communauté religieuse.

## Localisation
Le monastère de Voljavča, dédié aux saints archanges Michel et Gabriel, est situé à 7 km de Stragari, au bord du ruisseau Voljavča, sur les pentes nord-est du mont Rudnik. Il a été construit sur les vestiges d'une église construite vers 1050.

## Histoire
Le monastère a été fondé au début du XVe siècle par Mihailo Končinović, un puissant seigneur féodal vassal de Stefan Lazarević, le fils du prince Lazar.

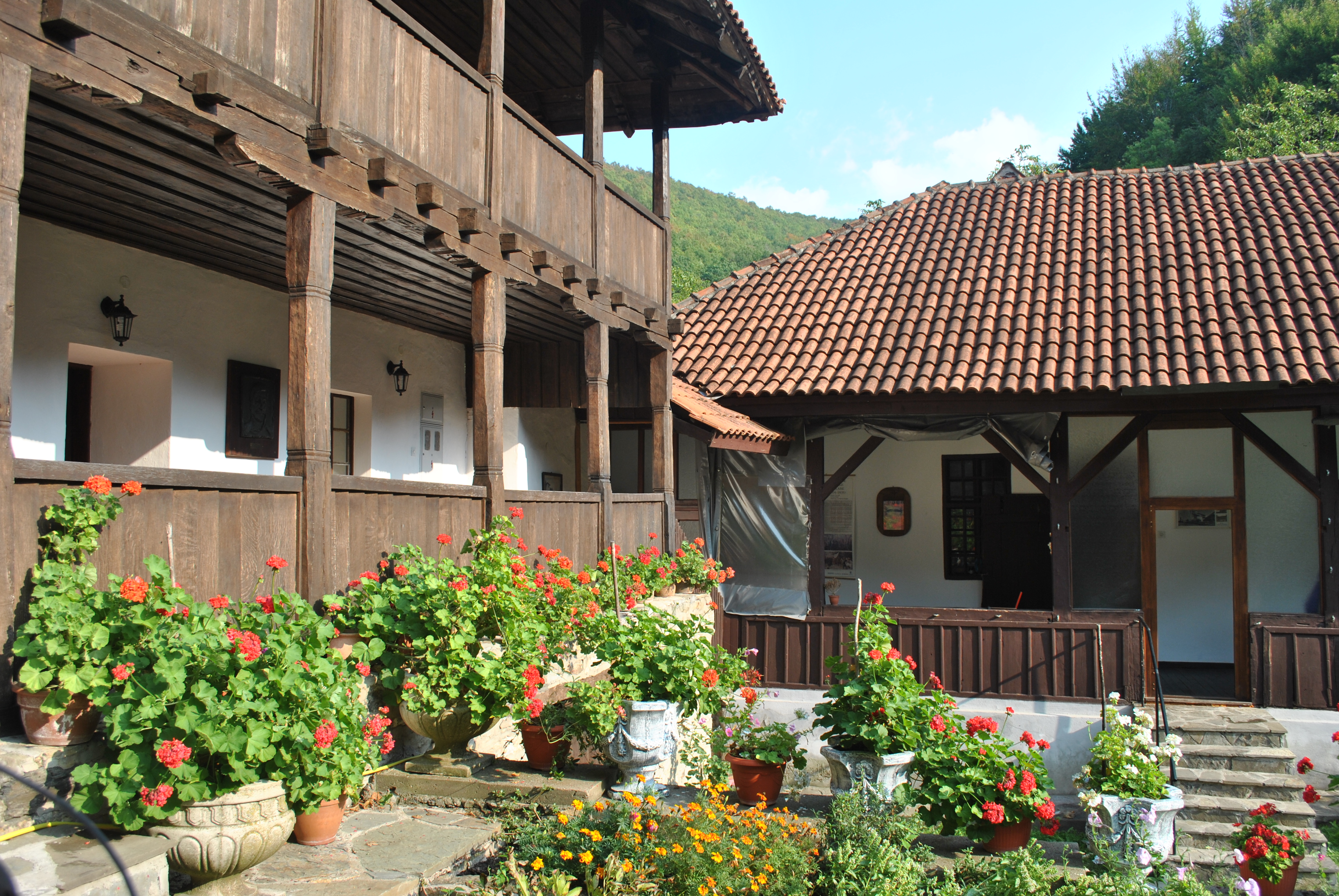
Konak qui a servi de siège au premier gouvernement serbe en 1805.

Les recensements ottomans, ou defters, du sandjak de Smederevo donnent quelques renseignements factuels sur le monastère au XVIe siècle. En 1516, Voljavča possède une bonne situation financière ; le monastère paie un impôt de 4 714 akçe soit cinq fois plus que le monastère voisin de l'Annonciation ; à la fin du siècle, les recensements turcs mentionnent la présence de deux moines payant des taxes pour un montant de 500 akçe.
Au XVIIIe siècle, Voljavča ressentit en partie le contre-coup des conflits entre Turcs et Autrichiens. En 1759, le monastère fut fermé pendant trois ans et dut payer une lourde taxe aux Ottomans mais, en 1765, l'higoumène Aleksije (Alexis) fit construire un nouveau konak et put acquérir des livres sacrés et des icônes. En 1786, le prieur Hadži-Ruvim, également connu sous le nom de Rafailo Nenadović, réunit au monastère de nombreux jeunes gens qu'il exerça dans les lettres et dans la peinture ; il constitua également une force d'opposition contre la présence ottomane. Le 6 avril 1789, au cours de la guerre autro-turque de 1788-1791, Voljavča fut brulé et pillé par les Ottomans en représailles contre cette opposition.
Le monastère joua un rôle important au moment du premier soulèvement serbe contre les Turcs. Dans les jours précédant le début de la révolte, Karađorđe (Karageorges), le chef de cette première rébellion, trouva plusieurs fois refuge à Voljavča, profitant aussi de la protection des forêts alentour. En 1805 y eut lieu la première réunion du Praviteljstvujušči sovjet serbski, le premier gouvernement serbe de Karageorges, dirigé par le prêtre Mateja Nenadović. Pour célébrer le 200e anniversaire de cet événement, une collection permanente a été installée au rez-de-chaussée du konak du monastère, collection dépendant du musée national de Kragujevac.

## Architecture
L'église du monastère, construite selon un plan trèflé avec abside rayonnante, est caractéristique de l'école de la Morava. Le konak, quant à lui, est caractéristique de l'architecture balkanique, avec une forte influence de l'architecture résidentielle et civile de l'Empire ottoman.

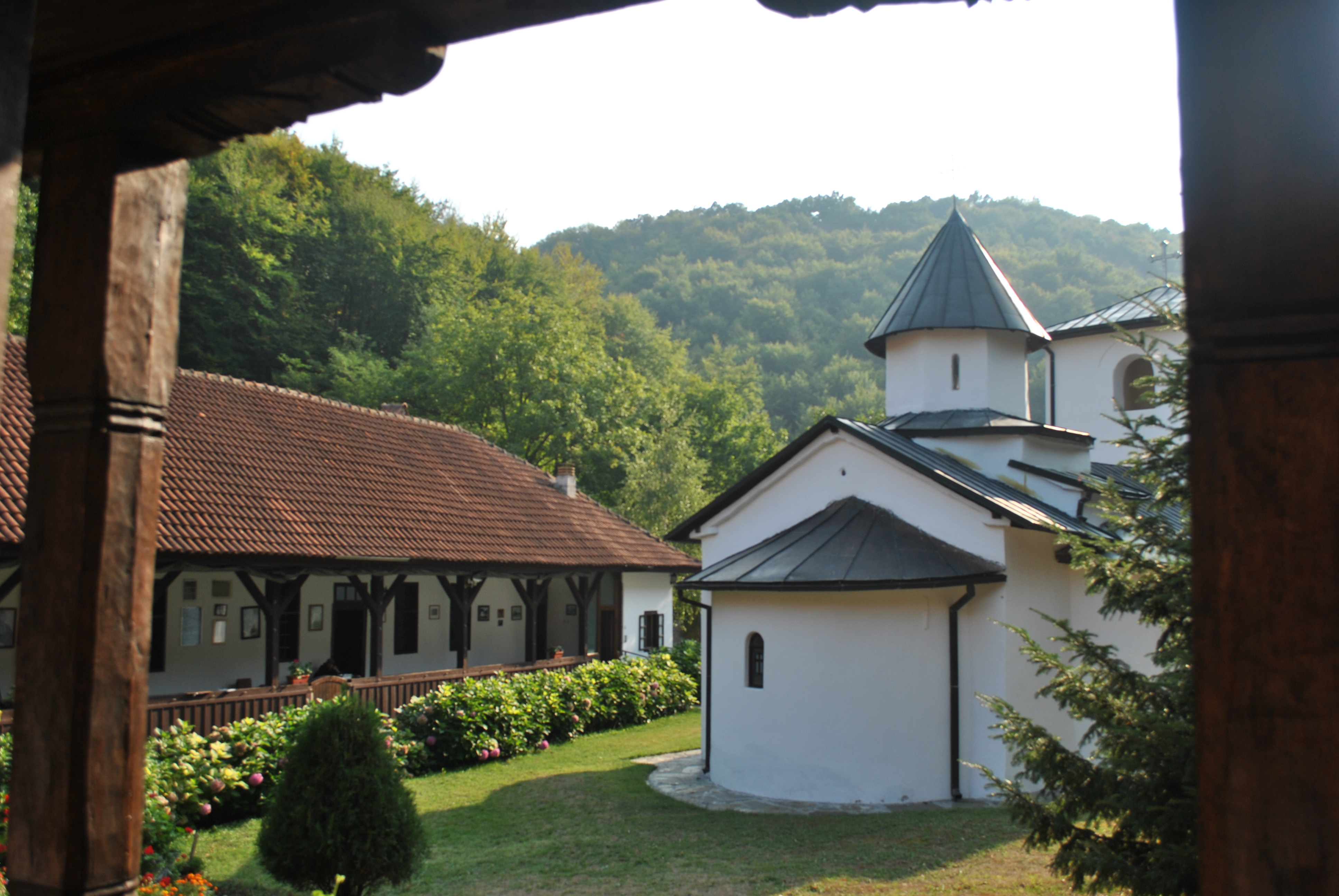
Le chevet de l'église et un konak du monastère.